# Jacopo Filippo Crivelli
Jacopo Filippo Crivelli (Milano, ... – Novara, 1466) è stato un vescovo cattolico italiano.

## Biografia
Jacopo Filippo Crivelli nacque a Milano dalla nobile famiglia dei Crivelli che già aveva vantato tra i propri antenati molti ecclesiastici e un pontefice, papa Urbano III. Intrapresa la carriera ecclesiastica militò nell'Ordine cistercense e divenne abate del Monastero di Santa Maria di Rivalta presso Tortona.
Il 30 marzo 1457 divenne vescovo di Novara e fu consacrato da papa Callisto III in persona.
Morì a Novara nel 1466.

## Genealogia episcopale e successione apostolica
La genealogia episcopale è:
- Cardinale Pierre de Foix il Vecchio, O.F.M.
- Papa Callisto III
- Vescovo Jacopo Filippo Crivelli

La successione apostolica è:
- Vescovo Walther Supersaxo von der Fluhe (1459)